# エドゥアール・バティスト
エドゥアール・バティスト（Édouard Batiste, 1820年3月28日 - 1876年11月9日）は、フランスの作曲家。

## 生涯
バティストはパリに生まれた。彼は帝国音楽院で学び、ソルフェージュ、和声と伴奏、対位法とフーガ、そしてオルガンで賞を獲得した。1840年にはカンタータ『Héloïse de Monfort』により、フランソワ・バザンに続いてローマ大賞の次席に選ばれている。
1842年、パリのカトリック教会であるサン＝ニコラ＝デ＝シャン（Saint-Nicolas-des-Champs）のオルガニストになったバティストは、この教会に12年勤めた後、サントゥスタッシュ教会（Saint-Eustache Church）へと移った。サントゥスタッシュ教会の役職に就いていた間の1855年4月、彼はベルリオーズの『テ・デウム』の初演に際し、作曲者が指揮をする傍らオルガンを演奏した。バティストの弟子のアメリカ人であるジョゼフ・レノン（Joseph Lennon）が証言するところでは、バティストはバッハの前奏曲とフーガやメンデルスゾーンのソナタをはじめとするドイツの難曲を、暗譜で演奏したという。
バティストはパリに没した。

## 主要作品
- Op.3 – 奉献曲 ロ短調、オルガニストの博物館（Musée de l’organiste）からの抜粋、友人のオルガニストであるGeorges Schmitt（Saint-Sulpiceのオルガニスト）に献呈
- Op.4 - 2つの聖体拝領曲 （第1番 ト長調；友人のAmédée Méreauxに献呈、第2番ハ長調；友人のMaillotに献呈）
- Op.5 - 4つの聖体奉挙曲
  - イ長調 友人のRenaud de Vilbac（パリ、Saint-Eugèneのオルガニスト）に献呈
  - ハ短調 友人のSteiger（ヴィトレ、ノートル＝ダム寺院のオルガニスト）に献呈
  - イ長調 友人のHenry（レンヌの聖堂のオルガニスト）に献呈
  - 変ロ長調 友人のKlein（ルーアンの聖堂のオルガニスト）に献呈
- Op.7 - サント＝セシル（Sainte-Cécile）の大奉献曲 ハ短調 D.E.F.Auberに献呈
- Op.8 - サント＝セシル（Sainte-Cécile）の大奉献曲 ロ長調 友人のシャルル・グノーに献呈
- Op.9 - サント＝セシル（Sainte-Cécile）の大奉献曲 ヘ短調 アンブロワーズ・トマに献呈
- Op.10 - サント＝セシル（Sainte-Cécile）の大奉献曲 ヘ長調 師、友人のフランソワ・ブノワに献呈
- Op.11 – ソプラノ、テノールまたは、バリトン独唱のための『アヴェ・マリア』 Archaimbaudに献呈
- Op.13 – メンデルスゾーンの『真夏の夜の夢』の大オルガン編曲 友人のジョゼフ・オルティーグ（フランス語版）に献呈
- Op.14 - リースの凱旋行進曲の大オルガン編曲 A. Gilbert（ロレット、ノートル＝ダム寺院のオルガニスト）に献呈
- Op.16 - ショパンとシューベルトによる2つの葬送行進曲 Quiévreux（ヴァランシエンヌ、l'église St-Géryのオルガニスト）に献呈
- Op.17 - シューベルトによる2つの英雄的行進曲のオルガン編曲 Heinzmann-Vallez（ヴァランシエンヌ、ノートル＝ダム寺院のオルガニスト）に献呈
- Op.18 - 奉献曲 ヘ短調と聖体奉挙曲 変ホ長調 Emilie Ballard婦人に献呈
- Op.19 - 奉献曲 ホ長調と聖体奉挙曲 イ短調 R.P.Girodに献呈
- Op.20 - 奉献曲 イ短調と聖体奉挙曲 ヘ長調 abbé Neyratに献呈
- Op.21 - 奉献曲 変イ長調と聖体奉挙曲 ニ短調 M.Paul Lahureに献呈
- Op.22 - 奉献曲 ト長調と聖体奉挙曲 変ホ長調 M.Boulangerに献呈
- Op.23 - 奉献曲（Fantaisie-Orage）ハ短調と聖体奉挙曲 変ホ長調 友人のBoissier-Duran（ブールジュの聖堂のオルガニスト）
- Op.24と25 - 2巻の平易な50のオルガン曲集
- Op.26 - l'O Filiiの歌による聖復活祭の奉献曲 友人のルフェビュール＝ヴェリーに献呈
- Op.27から29 - 3つの奉献曲と3つの聖体拝領曲
- Op.27 - 奉献曲と聖体拝領曲 仲間で友人のV.C.Burnap（ニューヨーク）に献呈
- Op.28 - 奉献曲と聖体拝領曲 G.Washbourn Morgan（ニューヨークのグレース・チャーチのオルガニスト）に献呈
- Op.29 - 奉献曲と聖体拝領曲 オルガン設計者ヨーゼフ・メルクリン（英語版）に献呈
- Op.30 - ベートーヴェンの『アテネの廃墟』の行進曲と最後の断章 ハ短調
- Op.31 - 聖体拝領曲、奉献曲、葬送奉献曲ベートーヴェンの交響曲第1番、第2番、第3番の編曲 ブリュッセル王立音楽院学長のフェティスに献呈
- Op.32 - 聖体奉挙曲、聖体拝領曲、奉献曲、ベートーヴェンの交響曲第4番、第5番、第6番の編曲 フェティスに献呈
- Op.33 - 奉献曲、奉献曲、Grande Sortie、ベートーヴェンの交響曲第7番、第8番、第9番の編曲
- Op.34 – 全ての長調と短調による152の唱句
- Op.35 - ベートーヴェンのヴァイオリンソナタ第9番の主題による大奉献曲とヘンデルの『ユダス・マカベウス』の合唱の編曲 （サント＝セシルの祭典のための）
- Op.36から41 - オルガンのための12の奉献曲 （2つの奉献曲と各々に続く6つの楽曲集）
  - Op.36 弟子、友人のEdward Bowman（ミズーリ州、セントルイスのオルガニスト）に献呈
  - Op.37 Charles Duvois（ミズーリ州の聖堂のオルガニスト）
  - Op.38 弟子、友人のEdmond Lemaigre（クレルモン＝フェランの聖堂のオルガニスト）
  - Op.39 弟子、友人のJoseph C. Lennon（ボストンのオルガニスト）に献呈
  - Op.40 le Dr Sparth（リーズタウンホール、の大オルガンのオルガニスト）に献呈
  - Op.41 弟子、友人のle capitaine Georges Wallace（レジオンドヌール勲章、シェヴァリエ）に献呈
- Op.42と43 – Op.24と25に続く2巻の平易な50のオルガン曲集、第2集
- Op.Posth – ウェーバーの『オベロン』の合唱